# Victor Borges Plads
Victor Borges Plads er en plads, der ligger i København på Østerbro i Nordre Frihavnsgade. Pladsen, der tidligere populært blev kaldt for Hjertepladsen, blev officielt navngivet efter Victor Borge i 2002. Den 7. juli 2009 blev der i anledningen af hundredeåret for Borges fødsel, indviet en statue af ham på pladsen, som er lavet af billedhuggeren Hanne Varming.